# Eric De Keuleneer
Eric Gérard Robert Jacques Marie baron De Keuleneer (Etterbeek, 10 april 1952) is een Belgisch bankier, bestuurder en hoogleraar.

## Levensloop
Eric De Keuleneer studeerde handelsingenieur aan de Solvay Business School van de Université libre de Bruxelles (1974) en behaalde een MBA aan de Wharton School van de Universiteit van Pennsylvania in de Verenigde Staten.
Hij ging in 1977 aan de slag bij Kredietbank Luxemburg, waar hij in 1981 hoofd Syndication and Trading werd. In 1983 maakte hij de overstap naar de Generale Bank, waar hij achtereenvolgens hoofd Corporate Finance en hoofd Corporate and Investment Banking. In 1995 werd hij gedelegeerd bestuurder van het Centraal Bureau voor Hypothecair Krediet, dat in 2001 van naam veranderde in CREDIBE, een functie die hij tot 2018 uitoefende.
De Keuleneer was hoogleraar aan de Solvay Brussels School of Economics and Management en auteur van verschillende boeken over corporate governance en bankenmanagement.
Hij is voorzitter van het Koninklijk Filmarchief en gedelegeerd bestuurder van de Universitaire Stichting. Verder is of was hij ook:
- voorzitter van de raad van bestuur van de Université libre de Bruxelles (2014-2016),[1][2]
- voorzitter van de raad van bestuur van Lampiris,
- ondervoorzitter van WWF België,
- bestuurder van Bank Delen, Ethical Properties, Finasucre, Hydralis, Keytrade Bank, Mediafin, Mobistar en Stater Belgium,
- bestuurder van de Internationale Solvay Instituten voor Fysica en Chemie,
- bestuurder van de vzw Kunstberg,
- bestuurder van het kamerorkest I Fiamminghi,
- bestuurder van de Fondation Philippe Wiener - Maurice Anspach (sinds 2017)

In 2008 werd hij opgenomen in de erfelijke adel met de persoonlijke titel baron.